# Bracon dubius
Bracon dubius är en stekelart som beskrevs av Gaspard Auguste Brullé 1846. Bracon dubius ingår i släktet Bracon och familjen bracksteklar. Inga underarter finns listade.